# Kirigalpota
Kirigalpota är ett berg i Sri Lanka.   Det ligger i provinsen Centralprovinsen, i den södra delen av landet, 100 km öster om huvudstaden Colombo. Toppen på Kirigalpota är 2 363 meter över havet, eller 526 meter över den omgivande terrängen. Bredden vid basen är 17,1 km.
Terrängen runt Kirigalpota är kuperad åt nordväst, men åt sydost är den bergig. Kirigalpota är den högsta punkten i trakten. Runt Kirigalpota är det ganska tätbefolkat, med 134 invånare per kvadratkilometer. Närmaste större samhälle är Balangoda, 18,4 km söder om Kirigalpota. I omgivningarna runt Kirigalpota växer i huvudsak städsegrön lövskog.